# 祝酒歌
《祝酒歌》是中国1976年的一首歌曲，应庆祝文化大革命结束、“粉碎四人帮”而写就。
1976年10月，“四人帮”被粉碎的喜讯传来，举国欢腾。词作家韩伟、曲作家施光南将这胜利景象收入心底，合作创作了《祝酒歌》。歌曲旋律选用热情奔放且富于舞蹈动感的民族音调为基本素材，节奏欢快，曲调灵动，旋律激昂，将人们欢庆胜利、激动喜悦的心情表现得淋漓尽致。

## 创作
1976年，韓偉31岁，是天津歌舞剧院创作室的词作者，受文革影响事业停滞不前。曲作家施光南与韩伟合作多年，文革期间写的歌被禁止传唱，他本人也被批斗、发配到农村劳动。
10月17日，韩伟听到“四人帮”粉碎的消息后十分激动，与剧院的其他几位同事上街游行庆祝。当夜，剧院食堂摆宴庆祝，每桌还备了一瓶白酒。韩伟平日滴酒不进，但在当晚还是喝了几杯，并以“美酒飘香歌声飞，朋友请你干一杯”祝酒。在同桌的人的鼓励下，他当晚将这句话扩写成歌词，第二天便去信邀请施光南谱曲。施光南见到歌词后甚为喜欢，“进入一种如痴如醉的创作状态”，只花了几天便将曲谱寄回，获得稿费7元。在他看来，歌词与自己的个人经历产生了强烈共鸣，并非单纯的庆祝，而是“饱含泪水的欢庆”，既有时代的深沉感，也有迈向光明未来的斗志。韩伟也回赞施光南的谱曲水平——“我一唱，哎呀，写得真好！用的是热情奔放的新疆音调，节奏特别欢快，让人感觉热血沸腾、激情澎湃。”

## 演唱
施光南将稿件首先给了女中音歌唱家苏凤娟和罗天婵试唱，其中前者将歌曲收录在她1978年1月1日发行的同名专辑中。施光南本人最喜爱的则是关牧村演唱的版本。
在一次排练中，《祝酒歌》被男高音歌唱家李光羲相中，他去信施光南，希望能将曲谱针对他的音域编排乐器。然而，审批过程并不顺利，一些领导认为这首歌劝酒，影响不好。1978年，李先念在人民大会堂的一次国宴上要求表演一首欢快的歌曲，但当时歌曲以控诉四人帮、缅怀先烈、寄托哀思为主，欢快的歌曲很少。李光羲抓住机会表演了《祝酒歌》，在场领导、外宾反响热烈。1979年中央电视台除夕晚会上，他再次演唱《祝酒歌》，一下走红。中央电视台文艺部在两个月内收到了16万封观众来信要求点唱祝酒歌。李光羲还自费油印歌谱，邮往中国各地。
2009年10月1日的中华人民共和国成立60周年庆祝大会中，《祝酒歌》是群众游行使用的21首背景音乐之一。

## 评价
李光羲称赞此曲时说，“我唱过上百首歌，但哪首都比不上《祝酒歌》”，认为祝酒歌的亮点在于写出了时代的心声。《扬子晚报》记者陈珊珊写道，词曲作者二人平时滴酒不沾，可写出的《祝酒歌》“却是如此地醉人”。浙江师范大学施光南音乐学院院长郭克俭评价，韩伟的歌词歌词朴实真挚而情感炽热。施光南的谱曲构思大胆，采用了先抑后扬的主题音调、顶真格的主题展示手法，佐以“来来来”的衬词，以三段展开性的段落结构，形成複二部开放曲式，妙笔生花且恰到好处；以热情动感的民族音调为基底，气势层层推进，在全曲高潮处“重摆美酒再相会”，淋漓尽致，回肠荡气。
郭克俭将歌曲视作中国“改革开放的号角”。1980年文化部与中国音乐家协会、中央人民广播电台举办的“群众最喜爱的歌曲”评选中，《祝酒歌》位列第一，并被联合国教科文组织和亚洲文化中心选为在亚洲青少年中推荐的歌曲。截至1989年，《祝酒歌》的唱片发行量超过百万，获得“五洲杯”四十年广播金曲奖、改革十年全国优秀歌曲评选优秀创作奖。李光羲凭此荣获首届“金唱片”奖。2019年，歌曲入选“庆祝中华人民共和国成立70周年优秀歌曲100首”。